# Federación de las Indias Occidentales en los Juegos Olímpicos de Roma 1960
La Federación de las Indias Occidentales estuvo representada en los Juegos Olímpicos de Roma 1960 por un total de 13 deportistas masculinos que compitieron en 5 deportes.

## Medallistas
El equipo olímpico obtuvo las siguientes medallas:
| Nombre                                                    | Deporte   | Competición |
| --------------------------------------------------------- | --------- | ----------- |
| Oro                                                       |           |             |
| —                                                         |           |             |
| Plata                                                     |           |             |
| —                                                         |           |             |
| Bronce                                                    |           |             |
| George Kerr                                               | Atletismo | 800 m M     |
| George Kerr James Wedderburn Keith Gardner Malcolm Spence | Atletismo | 4 × 400 m M |